# Michel Odasso
Michel Odasso est un footballeur français né le 21 octobre 1947 à Beaucaire et mort le 26 septembre 2010 à Nîmes.

## Biographie
Débutant au Stade beaucairois, Michel Odasso rejoint le Nîmes Olympique et joue son premier match avec les professionnels en 1966 contre Sedan.
Évoluant au poste d'arrière droit, il devient très vite une pièce maîtresse de l'équipe gardoise, formant avec Landi, Betton, Augé et Kabile, l'une des meilleures protections défensives du Championnat de France dans les années 1970. Avec Nîmes, il est vice-champion de France en 1972. Il devient également membre de l'équipe de France espoir et participe à deux coupes européennes. 
Il part à Monaco en 1973. L'équipe de la Principauté perd une finale de la Coupe de France en 1974.
Michel Odasso achève sa carrière professionnelle à Alès en 1976.
Il joue ensuite comme amateur à Beaucaire, Lunel, Apt et Bouillargues, avant de devenir éducateur, à Nîmes et à Beaucaire.

## Palmarès
- International espoirs en 1972
- International junior en 1965 et 1966
- Vice-champion de France en 1972 avec le Nîmes Olympique
- Finaliste de la Coupe de France en 1974 avec l'AS Monaco (ne joue pas la finale)